# Aston (Oxfordshire)
Aston – wieś w Anglii, w hrabstwie Oxfordshire, w dystrykcie West Oxfordshire. Leży 18 km na zachód od Oksfordu i 99 km na zachód od Londynu. W 2001 miejscowość liczyła 1264 mieszkańców.